# Graham Swift
Graham Colin Swift (Londra, 4 maggio 1949) è uno scrittore britannico.

## Biografia
Studiò al Dulwich College e poi al Queens' College di Cambridge.
Nel 1996, Swift vinse il James Tait Black Memorial Prize e il Premio Booker con Ultimo giro (Last Orders). Waterland invece è considerato uno dei migliori romanzi britannici del secondo dopoguerra ed è studiato negli istituti di Letteratura inglese.
Alcuni dei suoi libri sono stati trasposti in film, come Ultimo giro (nella pellicola L'ultimo bicchiere con Michael Caine e Bob Hoskins), Mothering Sunday (nel film Secret Love con Colin Firth e Odessa Young)  e Waterland - Memorie d'amore (con Jeremy Irons).

## Opere
- Sweet-Shop Owner (1980)
- Shuttlecock (1982)
- Il paese dell'acqua (Waterland, 1983) Garzanti, 1986
- Via da questo mondo (Out of this World, 1988) Garzanti, 1990
- Per sempre (Ever After, 1992) Einaudi, 1995
- Ultimo giro (Last Orders, 1996)
- La luce del giorno (The Light of Day, 2003) Feltrinelli, 2003
- Tomorrow (2007)
- Wish You Were Here (2011)
- Chemistry (2012)
- England and Other Stories (2014)
- Un giorno di festa (Mothering Sunday, 2016) Neri Pozza, 2016
- Grandi illusioni (Here We Are, 2020) Neri Pozza Editore, 2020

## Premi e riconoscimenti
- 1983: Geoffrey Faber Memorial Prize con Shuttlecock[1];
- 1996: Booker Prize e del James Tait Black Memorial Prize. con Last Orders ;
- 2017: Hawthornden Prize con Mothering Sunday;